# آقا غلامحسین فراهانی
آقا غلامحسین نوازندهٔ تار دوره قاجار و عضو عمله طرب خاصه در اواسط حکومت ناصرالدین شاه بود. او برادرزاده و شاگرد آقا علی‌اکبر فراهانی بود. پس از درگذشت آقا علی‌اکبر، آقا غلامحسین با همسر او ازدواج کرد و سرپرستی و آموزش فرزندانش، میرزا عبدالله و آقا حسین‌قلی را بر عهده گرفت که هر دو بعداً از نوازندگان سرشناس تار شدند. آقا غلامحسین پس از مرگ آقا علی اکبر در سال ۱۲۷۸ قمری  بیش از ۲۰ سال به عنوان نوازنده مخصوص ناصرالدین شاه در سفرها و مراسم درباری شرکت داشت. مرگ او احتمالاً در اواخر ۱۳۰۴ قمری بوده‌است.